# Powerade
Powerade este o marcă de băuturi energizante produsă și comercializată de The Coca-Cola Company, introdusă pe piața americană din 1988.